# 三年大变样
三年大变样指的是中华人民共和国河北省在2007年至2010年三年中开展的推进城镇化进程专项经济运动，狭义语境中指的是河北省石家庄市在2007年至2010年开展的推进城镇化专项经济活动。“三年大变样”对河北省的城市功能、城市面貌、基础设施有了很大改善，在2008年到2010年之间，河北完成了基础城市建设投资7131亿元，城镇化率提高了5个百分点，吸纳人口300余万。累计拆迁面积达2亿平方米，相当于455个天安门广场。新增了2500公里城市道路，相当于55条长安街。新增1.4亿供热面积，约等于933的故宫。

## 背景

### 城镇化
2008年，河北省的城镇化率为约43%，与全国平均水平相比低了5个百分点，而与工业化率相比，更是滞后了10个百分点以上。结果导致了城乡差距大、城市规模小、档次低、环境也差。

### 建筑
2007年，河北省的设区市人口仅有1255万人，为6900万居民的18%，低于全国当时平均水平10%，当时有60%的人口在农村，导致的结果是中心城市“小马拉大车”，且当时河北各市的面貌较差，道路很多都比较窄，非常拥堵，违建危房遍地是，甚至在当时各设区市的违章建筑达到了总建筑面积的5%，有统计当时有约100万户居民生活在城中村、棚户区。三年大变样之前，到处是高墙深院，导致的是街上看不见了绿色，有花也难显眼。

### 生态
河北人曾用一句“一天二两土，白天不够晚上补”以自嘲河北的环境，曾有人计算，“三年大变样”前的河北不少设区市的居民每人每天都能“分到”2两粉尘。

## 概念提出
2007年12月10日，河北省委、省政府出台了《河北省人民政府关于加快推进城镇化进程的若干意见》（冀政〔2007〕138号），内容指出要“大力开展城镇面貌三年大变样活动”，被认为是“三年大变样”的开始。
2008年1月18日，河北省委办公厅和省政府下发了《关于在全省开展城镇面貌三年大变样活动的通知》（冀办字[2008]4号），文件决定自2008年开始，利用三年时间在河北省全省范围内加快城镇面貌的明显改观。

## 石家庄

### 过程
2008年1月18日，石家庄召开了“省会城市建设“三年大变样”动员大会”，会议印发了《省会城市建设三年大变样和2008年迈大步实施方案》（征求意见稿）。

2008年1月27日，石家庄市委、市政府出台了《2008年拆除违法建筑超期临建简陋建筑及景观改造实施方案》，其中要求拆除主城区主干道两侧、“四组团”（除当时长安、桥西、裕华、桥东区、新华区主城五区的鹿泉市、正定县、栾城县、藁城市）城市城区、出市口主干道两侧的所有违法建筑、超期临建。

2008年2月19日，新华区首先启动拆迁工作，开始了石家庄市区范围内大面积的拆除违建和危房工作。

2008年3月24日，市委、市政府举行了“2008年城建基础设施项目集中开工仪式”，约42项工程同时开工。

2008年3月27日至28日，石家庄市第十二届人民代表大会第一次会议审议通过了《石家庄市“一体两翼”发展规划》。

2008年4月22日，市政府出台了《石家庄市城区拆墙透绿实施方案》，方案要求文化、体育、公园、绿地等实体围墙和透空围墙全部拆除。

2008年5月8日，市政府制订了《市区主路主街便道改造实施方案》，要求在6月30日前完成市区“四纵六横”等主路主街的便道改造修补。

2008年5月13日，石家庄市石津灌渠综合整治项目在长安区开工。

2008年6月21日，石家庄市区启动了天然气置换管道煤气工程，11月15日该项目结束，标志着石家庄告别了煤气时代。

2008年6月25日，石家庄市第十二届人民代表大会常务委员会第三次会议审议通过了《石家庄生态市建设规划（2006-2020》。

2008年7月1日起，石家庄市禁止在主城区和石家庄高新技术产业开发区施工现场使用水泥搅拌砂浆，除小型施工现场外必须使用预拌砂浆。

2008年8月6日，河北省建设厅印发《关于城市主要街道两侧既有建筑外观改造和街道景观环境整治的实施意见》，《意见》要求全省的10层以下平顶建筑全部“平改坡”。

2008年8月22日，石家庄市第十二届人民代表大会常务委员会第四次会议决定每年3月和11月为石家庄植树月。同日，和平路跨线桥工程启动建设。

2008年9月26日，石家庄市二十一个城中村回迁项目集中启动。

2008年9月28日，石家庄市红旗大街拓宽改造暨南延工程，全长44.18公里。

2008年11月16日起，至同年12月6日，市政府决定在市区开展集中整治“破墙开店”行动。

2008年11月18日，石家庄市总投资80.3亿元的23个重点项目集中开工。

2009年1月11日，全市的26个工业重点项目集中竣工。

2009年2月10日，石家庄市召开城市建设“三年大变样推进城市化”动员大会。

2009年2月18日，石家庄市政府印发了《石家庄市农村新居民建设实施方案》。

2009年3月1日，裕华路改造工程开工，同日，槐安路高架工程开工，两项工程均在同年7月1日竣工。

2009年3月8日，子龙大桥项目工程正式进场开工。

2009年4月20日起，至8月28日，市城管局对全市304条道路进行改造。

 
2009年4月30日，和平路高架桥通车。

2009年5月20日，人民广场改造工程启动开工，同日，民心广场和城市公园项目启动，

2009年6月12日，广安大街总投资约2.7亿元的地下商业街开工。

2009年6月14日，位于中山路以北，长征街以东的勒泰中心项目开工。

2009年7月1日，石家庄二环路改造工程启动开工，项目于同年10月30主路通车，12月21日全线通车。同日，红旗大街南延工程竣工通车。

2009年8月28日，人民日报撰文《化“庄”为“城”开新天》高度评价石家庄在“三年大变样中的成绩”。

2009年9月9日起，至同年12月31日，石家庄开展了“洗城净天”全民大会战活动，主要内容是“垃圾清除、道路清洗、工地抑尘、庭院保洁、煤烟治理”。

2009年9月26日，子龙大桥竣工通车。

2009年10月1日，南高基公园正式开始迎客开放。

2009年12月1日，中国人民银行成立旧址纪念馆暨河北钱币博物馆开馆。

2010年2月26日，石家庄市决定全面加大住房保障工作。

2010年4月8日，石家庄裕华万达广场奠基，时任市委书记车俊参加仪式。

2010年4月26日，西柏坡高速开工建设。

2010年5月5日，《石家庄城市快速轨道交通线网规划》（最终报告）通过，总规划6条线。

2010年5月16日，《石家庄市环城水系工程征地拆迁工作实施办法》出台。

2010年6月27日，广安大街中心线商业街开门迎客。

2010年10月5日，石家庄正定国际机场年旅客吞吐量突破200万人次。

### 收获
- 石家庄在三年大变样期间拆除各类建筑1506.65万平方米（占全市建筑的总面积的17%）。[26]
- 至2010年8月7日，49家重点污染企业有37家已经搬出了石家庄市区。
- “三年大变样”开始至2009年底，石家庄建成区新增了1306万平方米的绿地，园林绿地面积7025公顷，绿化率达到了36.6%。

## 结果
1. 2009年，河北省生产总值同比上一年提高10%。[27]
2. 自“三年大变样”开始到2010年8月6日，河北累计拆除整治危房违建1.6亿余平方米。累计完成市政基础投资1200余亿元，实施的城建总投资达到了5296亿元。
3. 2009年，河北省高新技术产业完成了投资856元，相较于2008年上涨了56%。
4. 2008年省级财力在全省财力之中的占比同比2003年从26.5%降到17.6%。
5. “三年大变样”期间，河北的城镇化率年均提高1.68%。
6. “三年大变样”期间，河北省的固定资产投资达到了2.9亿万元。
7. 河北省三年新增城市道路2500多公里；改造小街小巷1900余条，约等于70多公里。
8. 河北省在“三年大变样”中新建污水和雨水管网约1029公里。
9. 河北省在“三年大变样”中外迁、关停城市中心区污染严重的大型企业超过56家，拆掉市区烟囱2117根，减排二氧化硫35.6万吨。
10. 在三年期间，河北省新增绿地面积超过1.2万公顷，总面积达到了5.7万公顷，相比增加了27个百分点。
11. 这期间，新建污水处理厂108座，垃圾处理厂74座。[28]